# D. J. Fontana

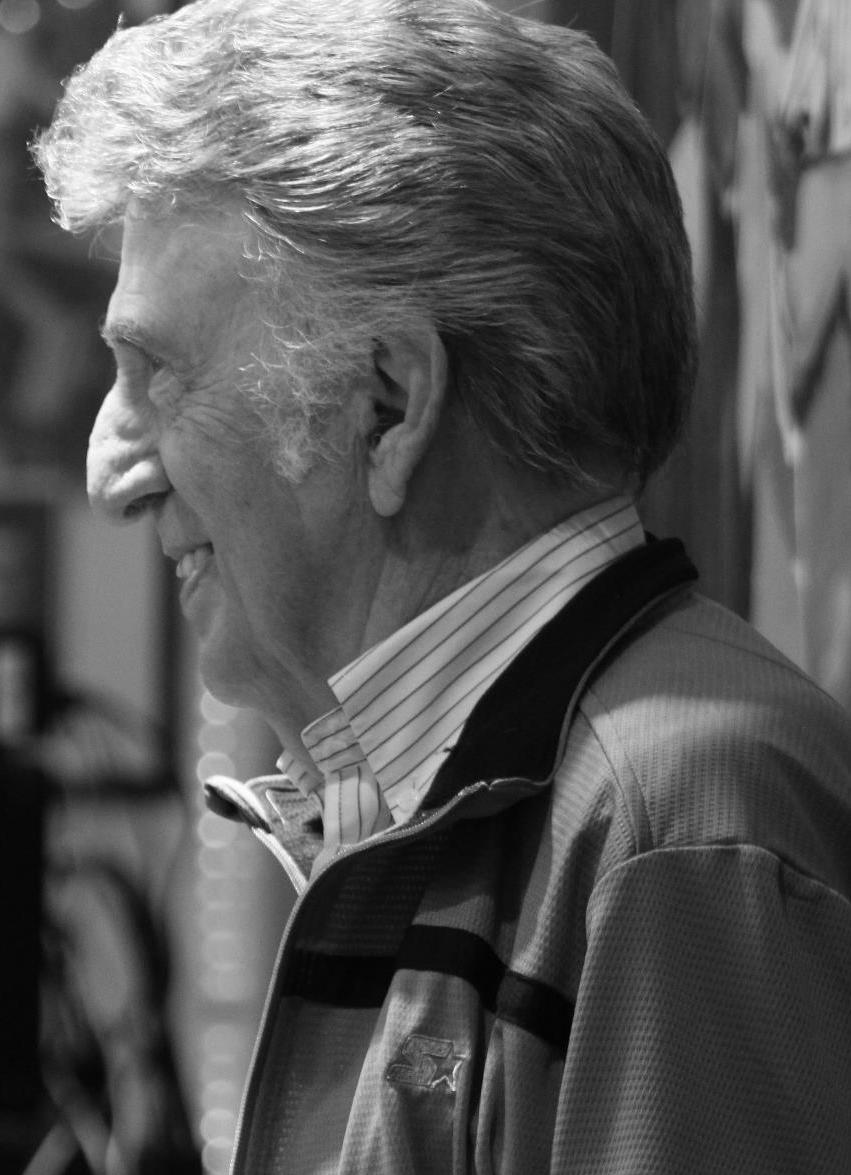
D.J. Fontana

Dominic Joseph Fontana (* 15. März 1931 in Shreveport, Louisiana; † 13. Juni 2018 in Nashville, Tennessee) war ein US-amerikanischer Musiker, der als Schlagzeuger von Elvis Presley bekannt wurde. Fontanas Leistungen wurden durch die Rockabilly Hall of Fame gewürdigt.
Unter seinem Spitznamen „D.J.“ wurde er in der Country-Radioshow Louisiana Hayride bei der dortigen Hausband engagiert, bei der Sendung am Samstagabend als Schlagzeuger aufzutreten. Im Oktober 1954 konnte er zum ersten Mal mit dem King of Rock ’n’ Roll spielen, und damit begann eine 15-jährige Zusammenarbeit zwischen den beiden Musikern. 1983 veröffentlichte D.J. Fontana das Buch D.J. Fontana Remembers Elvis über seine Zusammenarbeit mit Elvis Presley.
Nach dem Ende seiner Auftritte mit Presley spielte D.J. Fontana zudem für bekannte Namen wie Dolly Parton, Roy Orbison, Rod Lane, Carl Perkins, Paul McCartney, Ringo Starr, Ron Wood und Keith Richards. 2009 wurde er als Sideman in die Liste der Mitglieder der Rock and Roll Hall of Fame aufgenommen. Der Rolling Stone listete ihn 2016 auf Rang 13 der 100 größten Schlagzeuger aller Zeiten.